# Hadriania
Hadriania – dawne biskupstwo w rzymskiej prowincji Hellespont (obecnie Dursunbey w Turcji). 
Należało do metropolii Kyzikos. Biskupi znani od 451. Upadło w XIII w. wskutek okupacji tureckiej. Obecnie biskupstwo tytularne. Nieobsadzone od 1981.